# Dove si vola (EP)
Dove si vola è il primo EP del cantante italiano Marco Mengoni, pubblicato il 4 dicembre 2009 dalla Sony Music, subito dopo il termine del programma in cui si è classificato al primo posto.

## Descrizione
Contiene il singolo omonimo, composto da Bungaro e Saverio Grandi, presentato da Mengoni nelle due puntate conclusive di X Factor e pubblicato sull'iTunes Store il giorno successivo alla finale del talent-show di Rai 2.
È presente anche un secondo brano inedito, Lontanissimo da te (scritto da Piero Calabrese e Massimo Calabrese), traccia conclusiva dell'EP. Le 5 tracce restanti sono alcune tra le reinterpretazioni più popolari eseguite da Marco durante la trasmissione televisiva. Ripercorrendo il percorso che Morgan ha voluto far seguire al proprio concorrente, l'EP presenta brani appartenenti a generi diversi: dal New wave di Psycho Killer alla tradizione italiana di Almeno tu nell'universo, passando attraverso i classici del Pop internazionale come Man in the Mirror. Il disco è stato prodotto da Lucio Fabbri e la direzione vocale affidata a Marco Evans.
Il 14 dicembre 2009 il disco raggiunge la decima posizione nella classifica italiana. Successivamente alla sua pubblicazione l'EP raggiunge le 80 000 copie vendute, venendo pertanto certificato disco di platino. L'EP inoltre è risultato essere al 47º posto della classifica degli album più venduti nel 2009 stilata dalla FIMI.

## Tracce
1. Dove si vola – 3:58 (Bungaro, Saverio Grandi, Luca Passacantilli)
2. Man in the Mirror – 4:06 (Glen Ballard, Siedah Garrett) – originariamente interpretata da Michael Jackson
3. Psycho Killer – 3:20 (David Byrne, Chris Frantz, Tina Weymouth) – originariamente interpretata dai Talking Heads
4. Insieme a te sto bene – 3:19 (Lucio Battisti, Mogol) – originariamente interpretata da Lucio Battisti
5. L'amore si odia – 2:52 (Diego Calvetti, Marco Ciappelli) – originariamente interpretata da Noemi e Fiorella Mannoia
6. Almeno tu nell'universo – 4:04 (Bruno Lauzi, Maurizio Fabrizio) – originariamente interpretata da Mia Martini
7. Lontanissimo da te – 3:16 (Piero Calabrese, Massimo Calabrese, Roberto Procaccini, Marco Del Bene)

## Formazione
Musicisti
- Marco Mengoni – voce
- Luca Rustici – chitarra, tastiera, programmazione (traccia 1)
- Gaetano Diodato – basso (traccia 1)
- Luciano Luisi – pianoforte, tastiera (traccia 1)
- Giancarlo Ippolito – batteria (traccia 1)
- Carlo Palmas – tastiera e programmazione (traccia 2)
- Lucio Fabbri – basso, chitarra, violino, viola, tastiera (tracce 2-5)
- Stefano Cisotto – tastiera e programmazione (tracce 2-5)
- Roberto Gualdi – batteria (tracce 2-5)
- Salvo Calvo – chitarra (traccia 4)
- Piero Calabrese – tastiera, arrangiamenti e programmazione Pro Tools (traccia 7)
- Roberto Procaccini – tastiera, arrangiamenti e programmazione Pro Tools (traccia 7)
- Stefano Calabrese – chitarra e registrazione (traccia 7)
- Marco Del Bene – chitarra (traccia 7)
- Massimo Calabrese – basso (traccia 7)
- Alessandro Canini – batteria (traccia 7)

Produzione
- Luca Rustici – produzione, arrangiamento, missaggio (traccia 1)
- Valerio Gagliano – assistenza tecnica (traccia 1)
- Roberto Di Falco – assistenza tecnica (traccia 1)
- Lorenzo Cazzaniga – mastering (traccia 1)
- Lucio Fabbri – produzione (traccia 2-4)
- Alessandro Marcantoni – registrazione e missaggio (traccia 2-4)
- Morgan – produzione e arrangiamenti (traccia 6)
- Piero Calabrese – produzione artistica e realizzazione (traccia 7)
- Massimo Calabrese – produzione artistica e realizzazione (traccia 7)
- Stella Fabiani – produzione artistica e realizzazione (traccia 7)
- Gianluca Vaccaro – missaggio (traccia 7)
- Pietro Caramelli – mastering
- Alessandra Tisato – fotografia
- Daniela Boccadoro – grafica